# (343158) Marsyas
(343158) Marsyas (désignation provisoire 2009 HC82) est un astéroïde Apollon sur une orbite rétrograde. Il pourrait s'agir d'une comète éteinte ou d'un astéroïde damocloïde.
L'astéroïde a été découvert le 29 avril 2009 par des astronomes du Catalina Sky Survey à la station Catalina près de Tucson, en Arizona, aux États-Unis.  Il mesure environ 2 kilomètres de diamètre et fait de nombreuses passages rapprochés de la Terre, de Vénus et de Mars à une vitesse relative très élevée. Il a été nommé d'après le satyre Marsyas de la mythologie grecque.

## Classification et orbite
Marsyas a été initialement répertorié comme un astéroïde potentiellement dangereux. Il a été retiré de la Sentry Risk Table le 6 mai 2009. Il orbite autour du Soleil à une distance allant de 0,49 à 4,6 unités astronomiques une fois tous les 4,02 ans (1 467 jours ; demi-grand axe de 2,53 ua). Son orbite a une excentricité de 0,81 et une inclinaison de 154° par rapport à l'écliptique.

### Rétrograde
Marsyas a une orbite rétrograde et tourne donc autour du Soleil dans la direction opposée aux autres objets. Par conséquent, les passages près de ces objets peuvent avoir des vitesses relatives très élevées. En 2012, il avait la vitesse relative la plus élevée par rapport à la Terre parmi les objets qui se situent à moins de 0,5 ua de la Terre. 

### Passages rapprochés
Le 11 novembre 2024, Marsyas passera à environ 0,485 unité astronomique (72,6 millions de kilomètres) de la Terre à la vitesse relative record d'environ 283 000 km/h (78,66 km/s). La comète de Halley (254 000 km/h) et 55P/Tempel-Tuttle (252 800 km/h) ont des vitesses relatives légèrement inférieures par rapport à la Terre. Il faut cependant noter que, lorsque l'astéroïde sera à une unité astronomique du Soleil (comme ce serait le cas s'il frappait la Terre), sa vitesse relative sera moindre. Le 2 février 2053, Marsyas passera à 12,1 millions de kilomètres (0,081 ua) de Vénus. Le 22 octobre 2060, il passera à 755 000 kilomètres (0,005 ua) de Mars.

### Possible damocloïde
Le croisement de plusieurs planètes et son orbite rétrograde suggèrent que cet objet pourrait être une comète éteinte ou un astéroïde damocloïde similaire à (5335) Damoclès, (528219) 2008 KV42 et (20461) Dioretsa.

### Diamètre
Marsyas a une magnitude absolue de 16,3 et donc, pour un albédo supposé compris entre 0,25 et 0,05, mesure entre 1,4 et 3,2 kilomètres de diamètre.

## Nom
Le 14 mai 2021, l'objet a été nommé par le groupe de travail sur la nomenclature des petits corps (GTNPC) d'après Marsyas, un satyre phrygien de la mythologie grecque qui a osé défier Apollon dans un duel musical. Marsyas a perdu et il a été écorché vif dans une grotte près de Célènes pour son hubris de défier un dieu. Comme dans le récit mythologique, l'orbite rétrograde inhabituelle de l'astéroïde Marsyas s'oppose à la plupart des corps du système solaire, en particulier à la plupart des autres astéroïdes Apollon et notamment à (1862) Apollon lui-même. Ce nom a été proposé au GTNPC par le Catalina Sky Survey, le relevé qui a découvert l'astéroïde, sur la suggestion d'Adrien Coffinet.